# Werner Drück
Werner Drück (geboren am 26. August 1909 in Ulm; gestorben am 23. April 1942 in einem Lazarettzug an der Ostfront) war ein preußischer Verwaltungsbeamter und Landrat des Kreises Bergheim (Erft).

## Leben

### Herkunft
Werner Drücks Vater Walter Hans Drück (geboren am 12. Juli 1884 in Backnang; Suizid durch Erschießen am 8. September 1934 in Berlin–Lichterfelde; verheiratet seit dem 28. September 1908 in Ulm) war während seiner militärischen Laufbahn Leutnant im Pionier-Bataillon Nr. 13 zu Ulm (1908) und zuletzt Hauptmann. Nachfolgend wurde Hans Drück Württembergischer Regierungsrat und stellvertretender Bevollmächtigter zum Reichsrat (um 1923),, Oberregierungsrat (um 1925), und Württembergischer stellvertretender Reichsbevollmächtigter (um 1928/1929). Seine letzte Beförderungsstufe war die eines Ministerialrats. 1926 vertrat Hans Drück Württemberg im Aufsichtsrat der DRADAG. Die Mutter von Werner Drück, Anna Herta Emilie geborene Wagner (geboren in Ulm am 19. September 1887), war eine Tochter des Ulmer Oberbürgermeisters Heinrich von Wagner.

### Ausbildung und Werdegang
Nach dem Besuch des Gymnasiums studierte Werner Drück unter anderem an der Universität in Tübingen (Sommersemester 1927 bis Sommersemester 1928) Rechtswissenschaften. Seit 1927 war er Mitglied des Corps Rhenania Tübingen. Mit Beendigung seiner Studien trat Drück zum 13. Januar 1932 als Gerichtsreferendar in den preußischen Justizdienst ein. Bei seinem Wechsel in den allgemeinen Verwaltungsdienst folgte die Ernennung zum Regierungsreferendar (3. November 1933) an die sich am 26. August 1936 jene zum Regierungsassessor, unter gleichzeitiger Überweisung als Hilfsarbeiter an das Landratsamt Teltow anschloss. In gleicher Stellung zum 1. August 1937 an die Regierung Köln versetzt, wurde Drück dort zum 1. April 1939 zum Regierungsrat ernannt. Nach der Umsetzung des bisherigen Landrats des Kreises Bergheim, Udo Krüger, trat Werner Drück im September 1939 zunächst vertretungsweise dessen Nachfolge an, bevor ihm die Verwaltung im Februar 1940 kommissarisch und schließlich am 6. Januar 1941 definitiv übertragen wurde. Seit 1942 nahm Werner Drück am Zweiten Weltkrieg teil und starb bereits im April des Jahres in einem Lazarettzug an der Ostfront.

## Familie
Der Protestant Werner Drück heiratete am 24. April 1937 in Berlin-Lichterfelde Gertrud Decker (geboren 1907 in Essen-Borbeck), die Tochter eines Volksschullehrers.